# Mauro Pesce
Mauro Pesce (Genova, 21 marzo 1941) è un biblista e storico delle religioni italiano.

## Biografia
Mauro Pesce nasce a Genova il 21 marzo 1941. Si laurea in Filosofia a Roma nel 1964 con una tesi sulla "Nouvelle Théologie". Inizia a specializzarsi a Roma in Storia della filosofia moderna sotto la guida di Tullio Gregory. Dal 1967 è assistente di Storia della Chiesa a Bologna presso la cattedra coperta da Giuseppe Alberigo. Dal 1967 al 1980 è stato membro dell'Istituto per le Scienze religiose di Bologna, fondato da Giuseppe Dossetti e allora diretto da Giuseppe Alberigo. Ha studiato filosofia, come laico, presso la Pontificia Università Gregoriana (1959-1962). Ha studiato esegesi biblica nelle università di Bonn e Würzburg (1968-1970) e ebraico e letteratura rabbinica presso la Hebrew University di Gerusalemme (1972-1973). Professore incaricato e poi associato di materie cristianistiche dal 1973 al 1986. Dal 1987 è stato professore ordinario di storia del Cristianesimo all'Università di Bologna, prima nella Facoltà di Scienze Politiche e poi nella Facoltà di Lettere e Filosofia, dove è stato presidente del corso di laurea specialistica in antropologia culturale ed etnologia. Nel 1979, in seguito ad un'idea di Reinhard Neudecker, ha preso l'iniziativa di dar vita all'Associazione italiana per lo studio del giudaismo. 
Nel 1988 fonda il Centro interdipartimentale di studi sull'Ebraismo e sul Cristianesimo (CISEC) dell'Università di Bologna. Ha fondato e diretto il dottorato in "Studi religiosi: Scienze sociali e studi storici delle religioni" dell'Università di Bologna dal 2000 al 2011, che ha conferito, unico fra le università statali italiane, il titolo di dottore di ricerca in campo biblico a una serie di giovani biblisti come Mara Rescio, Luigi Walt, Daniele Tripaldi, Eliana Stori, Francesco Calzolaio, Matteo Tubiana, Federico Adinolfi, Facundo Troche. Dal 2000 al 2010 è stato coordinatore nazionale di progetti di ricerca di interesse nazionale (PRIN) nel campo della cristianistica, a cui ha partecipato circa un centinaio di specialisti italiani. È stato professore invitato presso numerose università straniere (tra cui Brown University, Yale University, École Pratique des Hautes Études, Paris). Dal novembre 2011 ha lasciato l'Università di Bologna. È membro della Society of Biblical Literature, dove ha condiretto la ricerca su "The Construction of Christian Identities" dal 2004 al 2013, della Studiorum Novi Testamenti Societas, della Associazione Biblica italiana. Dirige dal 1984 la rivista Annali di Storia dell'Esegesi. È condirettore insieme con Peter Arzt (Università di Salzburg) e John S. Kloppenborg (Università di Toronto) del Papyrologisches Kommentar zum Neuen Testament (PKNT) edito da Vandenhoeck-Ruprecht (Göttingen). 
Biblista e storico del cristianesimo, Pesce ha prodotto pubblicazioni nel campo dell'esegesi neotestamentaria, della storia dell'esegesi biblica moderna, della storia del cristianesimo antico e moderno e dei rapporti tra scienza e teologia nel XVII secolo. Insieme con l'antropologa Adriana Destro ha iniziato in Italia una interpretazione storica e antropologica delle origini cristiane, che si è concretata in una decina di libri e in un centinaio circa di articoli pubblicati o tradotti in diverse lingue, tutti scritti insieme con Adriana Destro: Antropologia delle origini cristiane (quarta edizione 2008); Forme culturali del cristianesimo nascente (2000.); Come nasce una religione (2005); L'uomo Gesù. Luoghi, giorni, incontri di una vita (2008); La morte di Gesù (2014); Il Battista e Gesù. Due movimenti giudaici nel tempo della crisi (2021). Inchiesta su Gesù, in cui Pesce espone, nel 2006, la situazione delle ricerche sul Gesù storico, ha suscitato un ampio dibattito ed è all'origine di una rinascita di studi in Italia su questo argomento. Pesce ha continuato a pubblicare ulteriori ricerche sul Gesù storico, in particolare: Da Gesù al cristianesimo nel 2011, tradotto in varie lingue; il libro La Morte di Gesù e Il racconto e la scrittura. Introduzione alla lettura dei vangeli, scritti ambedue a quattro mani con Adriana Destro; Chi ha paura del Gesù storico? (2015); Gesù e i suoi seguaci (2019); nonché una serie di saggi reperibili sul suo sito web (www.mauropesce.net) e sul suo sito in Academia.edu.

## Opere
Mauro Pesce ha al suo attivo circa 300 pubblicazioni su riviste nazionali e internazionali. Alcune sue opere sono state tradotte in inglese, tedesco, francese, spagnolo, portoghese, bulgaro e greco moderno. I principali libri pubblicati sono:
- Paolo e gli arconti a Corinto. Storia della ricerca (1888-1975) ed esegesi di 1 Cor 2,6.8[6]. Testi e ricerche di scienze religiose, 13, Brescia, Paideia, 1977.
- Dio senza mediatori. Una tradizione teologica dal giudaismo al Cristianesimo. Testi e ricerche di scienze religiose, 16, Brescia, Paideia, 1979.
- Il cristianesimo e la sua radice ebraica. Con una raccolta di testi sul dialogo ebraico-cristiano. Bologna, Edizioni Dehoniane, 1994.
- Le due fasi della predicazione di Paolo. Dall'evangelizzazione alla guida delle comunità. Bologna, Edizioni Dehoniane, 1994.
- Come nasce una religione. Antropologia e esegesi del Vangelo di Giovanni (con Adriana Destro). Percorsi, 8, Bari-Roma, Laterza, 2000.
- Mauro Pesce (a cura di), Le parole dimenticate di Gesù. Testo greco e latino a fronte, Fondazione Lorenzo Valla/Arnoldo Mondadori Editore, 2004,  pp. 814, ISBN 88-04-51347-0.
- L'ermeneutica biblica di Galileo e le due strade della teologia cristiana, Roma, Edizioni di Storia e Letteratura, 2005.
- Forme culturali del cristianesimo nascente (con Adriana Destro). Scienze Umane, 2, Brescia, Morcelliana, 2005. Seconda edizione, 2008.
- Inchiesta su Gesù. Chi era l'uomo che ha cambiato il mondo (con Corrado Augias). Milano, Mondadori, 2006. ISBN 9788804560012.
- Antropologia delle origini cristiane (con Adriana Destro). Quadrante 78, Bari, Laterza, 1995. Quarta edizione, 2008
- L'uomo Gesù. Giorni, luoghi, incontri di una vita, (con Adriana Destro), Milano, Mondadori, 2008.
- Encounters with Jesus. The Man in His Place and Time, Minneapolis, Fortress Press, 2012.[7]
- Da Gesù al cristianesimo, Brescia, Morcelliana, 2011. ISBN 9788837224905[8]
- Le esperienze religiose di Paolo, Brescia Morcelliana, 2012.
- M.D. Chenu, La fine dell'era costantiniana. Con un saggio di M. Pesce, Brescia, Morcelliana, 2013.
- La morte di Gesù. Indagine su un mistero (con Adriana Destro), Milano, Rizzoli, 2014.
- Il racconto e la scrittura. Introduzione alla lettura dei vangeli (con Adriana Destro), Roma, Carocci, 2014.
- Il conflitto dei simboli. Mondo moderno e cristianesimo, Bologna, EDB, 2015.
- Chi ha paura del Gesù storico?, Bologna, EDB, 2015.
- La Sindone nei Vangeli, Brescia, Morcelliana, 2015.
- La muerte de Jesús. Investigación de un misterio, Estrella, EVD, 2015.
- Le récit et l'écriture. Introduction à la lécture des évangiles, Génève, Labor et Fides, 2016 (coautrice: Adriana Destro)
- Dentro e fuori le case. Il ruolo delle donne da Gesù alla prime Chiese, Bologna, EDB, 2016.
- Il cristianesimo, Gesù e la modernità, Roma, Carocci, 2018.
- Gesù e i suoi seguaci. Identità e differenze, Brescia, Morcelliana, 2020.
- Il Battista e Gesù. Due movimenti giudaici nel tempo della crisi, Roma, Carocci, 2021 (coautrice: Adriana Destro)